# Ephestiodes erythrella
Ephestiodes erythrella là một loài bướm đêm thuộc họ Pyralidae. Nó là loài bản địa của Bắc Mỹ, ở đó nó is found from Texas và Ontario westward, bao gồm British Columbia, California và Utah. It is an introduced species in Hawaii.
Sải cánh dài khoảng 13–16 mm.